# Aldington (Kent)
Aldington es una parroquia civil y un pueblo del distrito de Ashford, en el condado de Kent (Inglaterra).

## Geografía
Según la Oficina Nacional de Estadística británica, Aldington tiene una superficie de 13,47 km².

## Demografía
Según el censo de 2001, Aldington tenía 981 habitantes (50,36% varones, 49,64% mujeres) y una densidad de población de 72,83 hab/km². El 17,43% eran menores de 16 años, el 72,58% tenían entre 16 y 74 y el 9,99% eran mayores de 74. La media de edad era de 42,7 años. Del total de habitantes con 16 o más años, el 20,74% estaban solteros, el 65,8% casados y el 13,46% divorciados o viudos.
El 95,41% de los habitantes eran originarios del Reino Unido. El resto de países europeos englobaban al 1,83% de la población, mientras que el 2,75% había nacido en cualquier otro lugar. Según su grupo étnico, el 99,08% eran blancos, el 0,61% mestizos y el 0,31% asiáticos. El cristianismo era profesado por el 78,04%, el budismo por el 0,41% y cualquier otra religión, salvo el hinduismo, el judaísmo, el islam y el sijismo, por el 0,31%. El 13,99% no eran religiosos y el 7,25% no marcaron ninguna opción en el censo.
579 habitantes eran económicamente activos, 457 de ellos (97,03%) empleados y 14 (2,97%) desempleados. Había 390 hogares con residentes, 3 vacíos y 3 eran alojamientos vacacionales o segundas residencias.